# Montagne Dragoon
Le Montagne Dragoon sono una catena montuosa della Contea di Cochise (Arizona) che si estende per 40 chilometri sull'asse sud-sud est attraverso Willcox.